# Claude-Max Lochu
Claude-Max Lochu es un artista, pintor y diseñador contemporáneo egresado de la Escuela de Bellas Artes de Besanzón. Nacido en Delle en Franco Condado en 1951, afincado en París y luego en Carrières-sur-Seine durante muchos años, ahora vive y trabaja en Arlés. Expuso en los museos de Dole, Gaillac y Faure de Aix-les-Bains, donde algunas de sus pinturas forman parte de la colección.

## Biografía
Claude-Max Lochu estudió pintura en la Escuela de Bellas Artes de Besanzón (taller Jean Ricardon), de la que se graduó en 1975, y expuso por primera vez en 1976, en Rabat y Tánger en Marruecos. Se trasladó a París en 1979 y participó en el Salon de Montrouge en 1981 y 1982. Durante un  primer viaje a Japón en 1982, estudió Sumi-e, una técnica de tinta, con la pintora Shiko Itoh. En 1985, regresó a Japón para tomar la ruta Tōkaidō de Hiroshige entre Kioto y Tokio, y se inspiró en el concepto de fueki ryūkō, permanencia y movimiento, desarrollado por Bashō, el poeta del haiku. Inicia así una serie de pinturas de viajes, como los pintores ambulantes que hacen del viaje una fuente de inspiración. Este enfoque dará lugar a las Maisons du Ciel, una investigación sobre el relieve de las ciudades de París, Roma, Lisboa, Ámsterdam, Nueva York, Londres, Los Ángeles y Berlín. Claude-Max Lochu también estudia naturaleza muerta, interiores y paisajes sureños donde busca la poesía más que la representación. Además de su trabajo con varias galerías, Claude-Max Lochu expuso en el museo de Dole en 1985 y en el museo Faure en Aix-les-Bains en 2000 y 2012.
En 2000, expuso Aix les Bains desde el Boulevard des Anglais en el museo Faure una pintura que realiza en su primera exposición en Aix-les-Bains y ahora se encuentra en la entrada del museo. La pintura representa una vista de la ciudad en vuelo. En 2012, se volvió a realizar una retrospectiva de sus obras en el museo Faure de Saboya y un retrato de Auguste Rodin se incorporó a las colecciones del museo.
Desde 2001, ha expuesto en la Accademia libera natura e cultura en Querceto, Italia.
En 2006, participó en el festival Paz y Luz para el proyecto de Lama Gyourmé de construir un Templo por la Paz en Normandía con el objetivo de promover la paz mundial y el diálogo interreligioso.

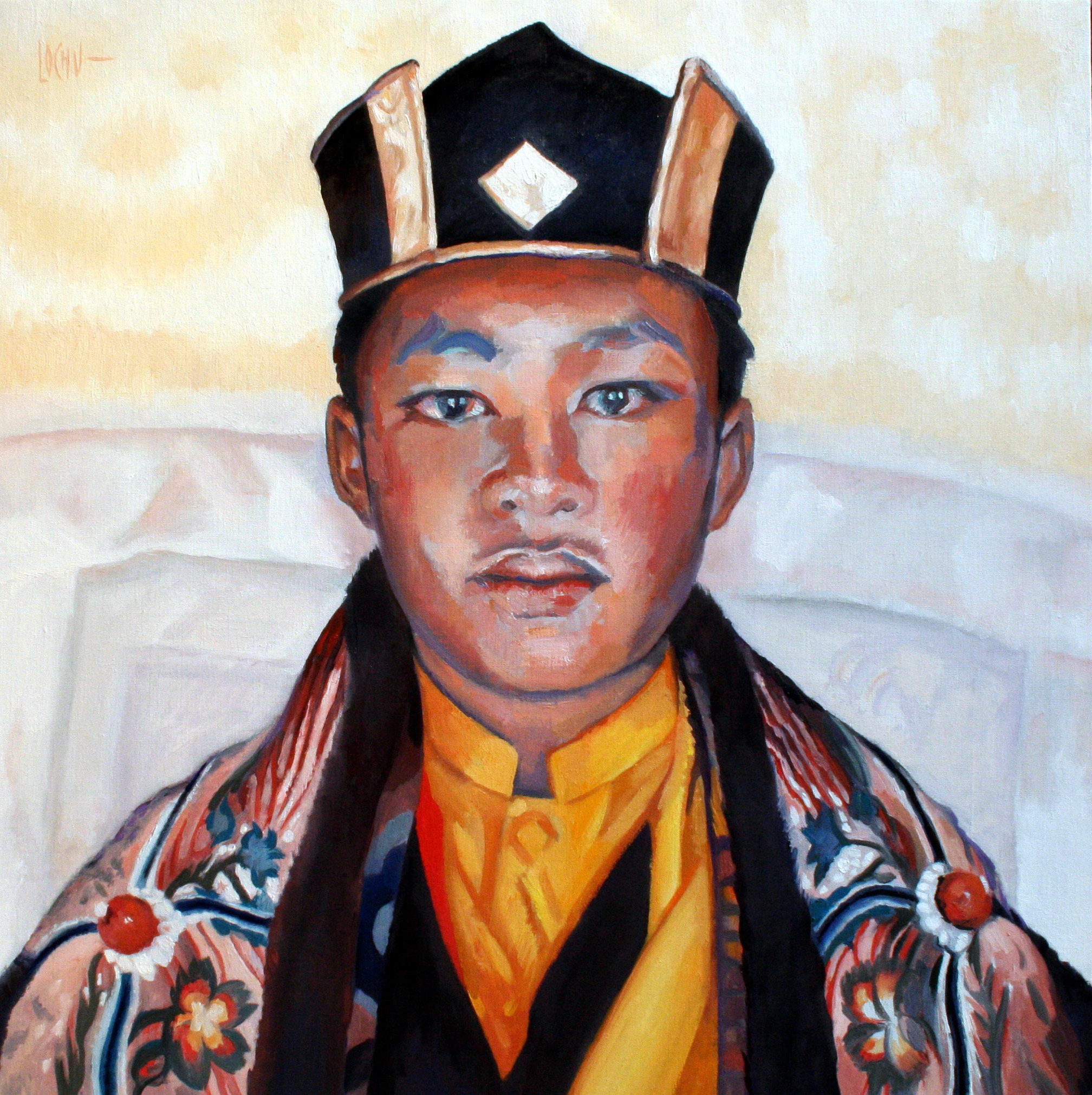
Gyalwa Karmapa, 100 x 100 cm, 2008, Óleo sobre lienzo

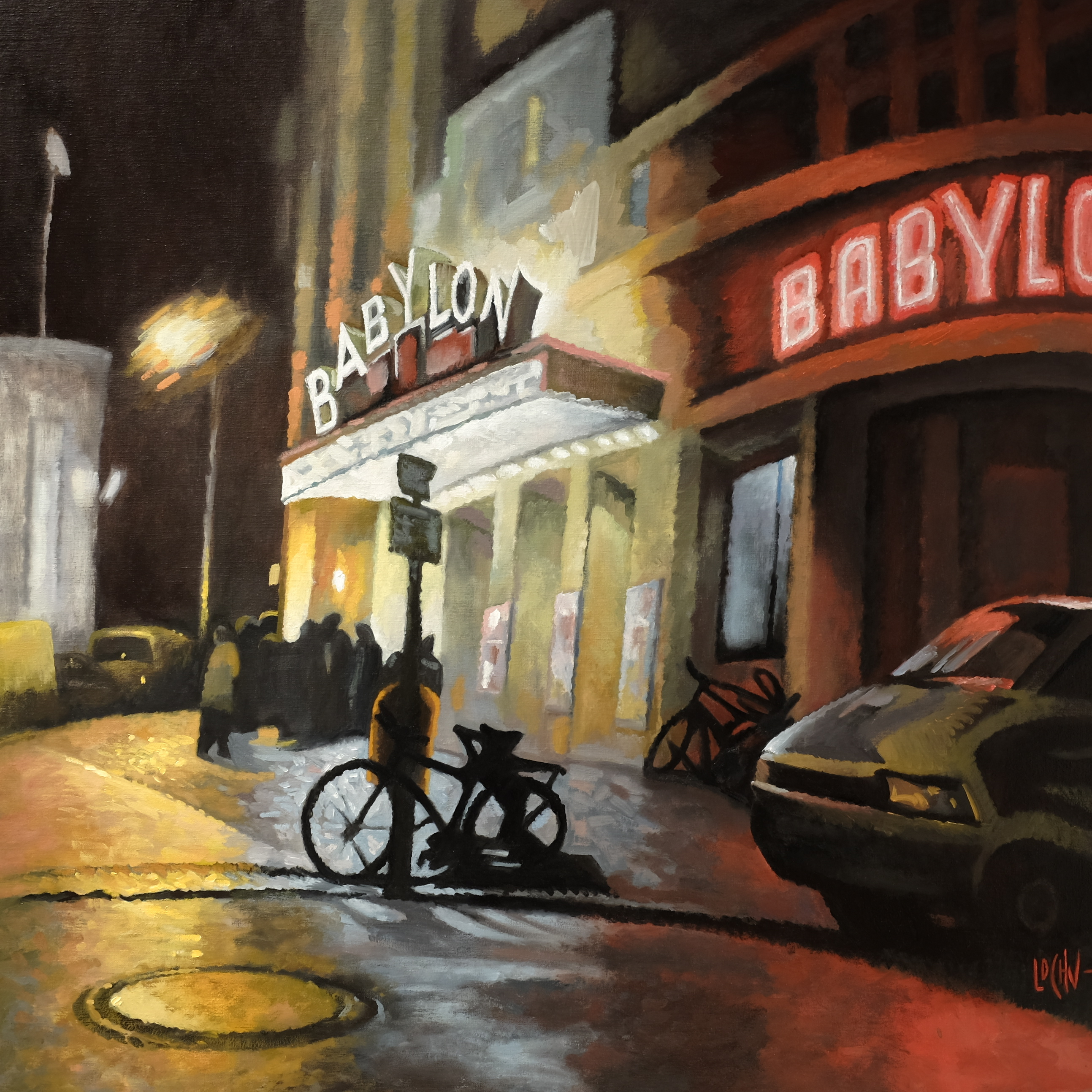
Kino Babylon, 100 x 100 cm, 2017, Óleo sobre lienzo

En 2013 expone en el museo de Bellas Artes de Gaillac en el Tarn.
Julio a Septiembre 201326 de sus óleos sobre lienzo, gouaches y dibujos se presentan al final de la visita al museo de Aventura Peugeot de Sochaux en el Doubs.
La oficina de turismo del Pays des Impressionnistes, centrada en la génesis del impresionismo a lo largo de las orillas del Sena, organizó una visita a su taller en Carrières-sur-Seine en enero de 2014.
El taller-galería "Les Pissenlits", ubicado en Les Combes, en el Doubs, dedica una exposición de noviembre de 2014 a enero de 2015.
En marzo de 2016, expuso en la galería Gavart, rue d'Argenson de París.
En mayo y junio de 2017, en el centro cultural Jean Vilar de Marly-le-Roi se celebra una exposición de sus cuadros titulada Voyages. 
De junio a agosto de 2018, es uno de los 37 artistas que participan en Jubilons → Jubilez - Retrospective et Perspectives, la última exposición organizada en el museo Faure por su comisario, André Liatard·.
En 2017, se mudó a Arlés, produjo allí una serie de paisajes y expuso en la Galerie Cezar en agosto de 2021··.

## Publicaciones
- Catalogue d'exposition de Claude-Max Lochu, 1985, Musée des Beaux-Arts de Dole[23]
- Illustrations de La Princesse qui aimait les chenilles de René de Ceccatty en collaboration avec Ryôji Nakamura, 1987, éditions Hatier, ISBN 2218078589
- Claude Max Lochu : exposition, Aix-les-Bains, Musée Faure, 7 avril-15 mai 2000, éditeur Aix-les-Bains : Musée Faure, 2000, ISBN 2908214075
- Claude-Max Lochu: Pour solde de tout compte : expositions, Musée Faure, Aix-les-Bains, 7 avril-17 juin 2012 et Musée des beaux-arts, Gaillac, 1er trimestre 2013, éditeur Musée Faure, 2012, ISBN 2357570229
- Claude-Max Lochu, Bruno Smolarz, Objets intranquilles & autres merveilles, Atéki éditions, 2021, ISBN 9782957345212[24]